# Zdobycie Teb przez Macedończyków
Zdobycie Teb przez Macedończyków – starcie zbrojne między Macedonią a Tebami, które miało miejsce w roku 335 p.n.e., zakończone zdobyciem Teb przez Macedończyków.
W trakcie kampanii Aleksandra na północy kraju, doszło w Tebach do wybuchu buntu przeciwko panowaniu macedońskiemu. Tebańczycy zabili dwóch oficerów z garnizonu macedońskiego, a następnie oblegli cytadelę w której przebywali żołnierze macedońscy. Na wieść o tym Aleksander przybył ze swoim wojskiem w okolice Teb. Tam rozpoczął pertraktacje z obrońcami, żądając od nich wydania sprawców buntu. Tebańczycy odrzucili jednak propozycję i wspomnieli Aleksandrowi o swoim sojuszu z Persją (nie wiadomo, czy ten sojusz rzeczywiście miał miejsce), co oznaczało zdradę Związku Helleńskiego. Obawiając się całkowitego rozpadu Związku, Aleksander podjął decyzję o ukaraniu Tebańczyków.
Aleksander nakazał szturm. Tebańczycy stawili czoła Macedończykom przed murami miasta. Pomimo zaangażowania odwodów, wojska macedońskie nie były w stanie wedrzeć się do miasta. W trakcie tego starcia Tebańczycy opuścili jedną z bocznych bram, co zauważył Aleksander i skierował tam oddział wojska na czele którego stanął Perdikkas. Udało mu się wejść do miasta i nawiązać kontakt z macedońskim garnizonem w cytadeli, choć sam Perdikkas został ciężko ranny. Wojska tebańskie zaczęły uciekać do miasta, ścigane przez macedońską jazdę. Rozpoczęły się walki uliczne, które zmieniły się w masakrę Tebańczyków. Tylko części kawalerii tebańskiej udało się przebić przez linie macedońskie i uciec przez równinę. W rzezi mieszkańców połączonej z rabowaniem ich mienia uczestniczyli również greccy sojusznicy Aleksandra, przede wszystkim Tespijczycy i Platejczycy, którzy mścili się w ten sposób za krzywdy doznane od Tebańczyków. Już w dzień po upadku Teb Aleksander zwołał sesję Rady Związku Helleńskiego, na której delegaci uchwalili karę dla Teb: zburzenie miasta, sprzedanie ludności w niewolę i wyjęcie Tebańczyków spod prawa w całej Grecji. Dochód ze sprzedaży jeńców, wynoszący 440 talentów, zasilił skarbiec macedoński. W trakcie bitwy i rzezi tuż po niej zginęło 6000 Tebańczyków, a 30 000 zostało wziętych do niewoli. Wojska Aleksandra straciły 500 ludzi.

## Literatura
- Maciej Milczanowski: Podboje Aleksandra Wielkiego 336–323 p.n.e., Wyd. Inforteditions, Zabrze 2005.